# Gonodactylaceus graphurus
Gonodactylaceus graphurus is een bidsprinkhaankreeftensoort uit de familie van de Gonodactylidae. De wetenschappelijke naam van de soort is voor het eerst geldig gepubliceerd in 1875 door Miers.